# Kokaljane
Kokaljane (bulgariska: Кокаляне) är ett distrikt i Bulgarien.   Det ligger i kommunen Stolitjna Obsjtina och regionen Sofija-grad, i den västra delen av landet, 15 km sydost om huvudstaden Sofia.
I omgivningarna runt Kokaljane växer i huvudsak lövfällande lövskog. Runt Kokaljane är det tätbefolkat, med 849 invånare per kvadratkilometer.